# Antisemitismus im Fußball
Antisemitismus bzw. Antijudaismus im Fußball ist eine seit den 1980er Jahren verstärkt auftretende Erscheinung in Teilen der fußballerischen Fanszene. Seit den 2000ern tritt er vor allem in den unteren Spielklassen auf und äußert sich während des Spielgeschehens und im Umfeld dessen mittels rassistischen, neonazistischen Parolen auf Bannern, in Gesängen und in tätlichen Angriffen gegen die am Geschehen beteiligten Personen.

## Antisemitismus im deutschen Fußball
Antisemitismus im deutschen Fußball, welcher sich in vielfältigster Form äußert, ist seit den 1980er Jahren vermehrt zu beobachten. Dieser war zunächst vor allem dem Erstarken der extremen und Neuen Rechten zuzuschreiben und verlief parallel zum generellen Erstarken von Rassismus und Fremdenfeindlichkeit auf dem Fußballplatz und in den Fußballstadien. In diesem Zusammenhang verwenden Fußballfans insbesondere Symbole des Nationalsozialismus oder verwenden das Wort „Jude“ als Schmähung. Vorkommnisse wurden vor allem auch innerhalb der Fanszenen der Profivereine festgestellt. Ab den 1980ern war zudem eine Zunahme der Gewalt und Gewaltbereitschaft zu verzeichnen. Organisierte Neonazigruppierungen versuchten in der Fußball-Fanszene anzudocken. Fußballstadien galten als Rekrutierungsort für neonazistische Strukturen, ein Phänomen, was seit den 1970er Jahren bereits im Vereinigten Königreich beobachtet wurde.
Seit den 2000er Jahren ist eine latente Veränderung im Antisemitismus im deutschen Fußball zu beobachten: Antisemitische Äußerungen (wie auch fremdenfeindliches und rechtsextremistisches Verhalten) sind nicht verschwunden, haben jedoch an Sichtbarkeit verloren und sind nun subtiler geworden. Sie verlagern sich auf die An- und Abfahrtswege sowie vor allem auf untere Ligen.
Zudem nehmen antisemitische Handlungen und Äußerungen durch muslimische Sportler oder Zuschauer zu. Dieser Antisemitismus steht in Abhängigkeit zum politischen Handeln des Staates Israels. Der Hamburger Sport- und Politikwissenschaftler Florian Schubert merkt zu diesem Punkt an, dass nicht ausschließlich Neonazis den Antisemitismus von außen in das Stadionumfeld tragen würden, sondern vielmehr judenfeindliche Sprüche und Alltagsrassismus schon seit langem existieren würden und so „Jugendliche diese Sprüche im Stadion verinnerlichen und zurück in die Gesellschaft tragen, zum Beispiel in die Schulen.“
Ein weiteres Problem sind antisemitische, antiwestlich, antiliberal und antiziganistisch orientierte sogenannte „Tendenzvereine“, die teilweise gezielt als Vorfeldorganisationen aus anderen Gruppen gegründet werden, um über den Wettkampf auf dem Fußballplatz junge Migranten zu binden. Soziale, ethnische und weltpolitische Konflikte werden immer häufiger auf dem Fußballplatz ausgetragen.

### Antisemitismuserfahrung bei TuS Makkabi Berlin
Ein Beispiel für Antisemitismus-Erfahrungen im deutschen Fußball ist der TuS Makkabi Berlin, ein jüdisch-deutscher Amateurverein, welcher in der Vergangenheit vermehrt Opfer von rassistischen und antisemitischen Anfeindungen geworden ist. So wurden die Spieler des Vereins während eines Spiels in der Kreisliga B gegen die VSG Altglienicke im Jahr 2006 Beschimpfungen und Drohungen ausgesetzt, welche verbal in den Aussagen „wir vergasen euch“ sowie „wir bauen eine U-Bahn nach Auschwitz“ gipfelten. Eine Intervention bei dem spielleitenden Schiedsrichter erbrachte nicht den gewünschten Erfolg der Maßregelung der gegnerischen Zuschauer durch diesen. Spätere, nach dem Spiel, angedrohte körperliche Gewalt konnte verhindert werden. Für das Singen des Liedes Eine U-Bahn nach Auschwitz bauen wir wurden zwei Anhänger von Borussia Dortmund vom Oberlandesgericht Hamm im Februar 2016 wegen Volksverhetzung verurteilt. Es geht auf das „U-Bahn“-Lied der Rechtsrock-Band Kommando Freisler zurück. Nach antisemitischen Vorfällen bei einem A-Jugendspiel zwischen CFC Hertha 06 Berlin und TuS Makkabi Berlin wurden zwei Spieler von Hertha 06 für zwei Jahre gesperrt. Der Vizepräsident des Vereins erhielt im Nachgang eine Ämtersperre für zwei Jahre.

## Antisemitismus im österreichischen Fußball
1909 gründete sich in Wien der zionistische Verein SC Hakoah Wien, der in der Folgezeit zwar rasch zu einer erfolgreichen Mannschaft, jedoch auch oft Opfer antisemitischer Anfeindungen wurde. Nach dem Anschluss Österreichs (1938) wurden nichtarische Elemente aus dem Fußball entfernt, Spielerverträge gekündigt und Vereine umbenannt oder aufgelöst. So wurde auch der SC Hakoah zerschlagen, sein Vermögen beschlagnahmt und die Ergebnisse der laufenden Meisterschaft annulliert. Während viele Spieler ins Ausland fliehen konnten, ereilte den Rest der Tod in den nationalsozialistischen Konzentrationslagern.
Nach dem Ende des Zweiten Weltkriegs keimte in Österreich erneut ein großer Patriotismus auf, der in den folgenden Jahrzehnten und in Folge der zahlreichen Niederlagen österreichischer gegen deutsche Mannschaften einen regelrechten Antigermanismus nach sich zog. Jedoch kommt es noch heute in den Spielen österreichischer Bundesligisten immer wieder zu antisemitischen Ausschreitungen.

## Gegenreaktionen
Resultierend aus diesen und weiteren Vorkommnissen sowie der Einsicht, dass es eines aktiven Gegensteuerns bedarf, um den teilweise bestehenden Antisemitismus im Umfeld des Fußballs einzudämmen, wurden verschiedene Maßnahmen initiiert.
Seit 2004 unterstützt Hertha BSC mit der Aktion „!Nie wieder – Erinnerungstag im deutschen Fußball“  die Opfer rassistischer und antisemitischer Übergriffe im Fußball.
Auf Bundesebene existierte unter dem Motto „Am Ball bleiben“ in den Jahren 2007 bis 2009 ein Projekt des Bundesministerium für Familie, Senioren, Frauen und Jugend, des Deutschen Fußball-Bundes und der Deutschen Sportjugend zur Bekämpfung von Rassismus und Diskriminierung. Hinzu kommen diverse regionale Veranstaltungen sowie Kooperationen mit betroffenen Vereinen, Mannschaften und Spielern. In diesem Zusammenhang initiierten die Vereine FSV Frankfurt und der TuS Makkabi Frankfurt einen Themenabend unter dem Titel „Antisemitismus im Fußball“, um aktuelle Probleme zu besprechen und diese einer Lösung zuzuführen.
Die Fangemeinde des Vereines Ajax Amsterdam bekennt sich ohne ethnischen oder religiösen Bezug zum Judentum aus Abwehr gegen antisemitische Tendenzen in den Fangemeinden anderer Clubs selbst als Juden.
Seit 2023 können Sportvereine einen „Meldebutton“ der Initiative „Zusammen1“ mit einer weißen Trillerpfeife auf rotem Hintergrund auf ihrer Webseite installieren. Dort können antisemitische Vorfälle gemeldet werden, die dann von der Recherche- und Informationsstelle Antisemitismus (RIAS) erfasst werden. So werden Vorfälle auswertbar und politische Forderungen können erarbeitet werden. Außerdem gibt es Hilfs- und Unterstützungsangebote für Betroffene.